# آلمائو (بازیکن فوتبال، زاده ۱۹۸۶)
آلمائو (انگلیسی: Alemão؛ زادهٔ ۱۴ ژوئیهٔ ۱۹۸۶) بازیکن فوتبال اهل برزیل است.
از باشگاه‌هایی که در آن بازی کرده‌است می‌توان به باشگاه ورزشی ویتوریا اشاره کرد.